# Enrico Castelnuovo

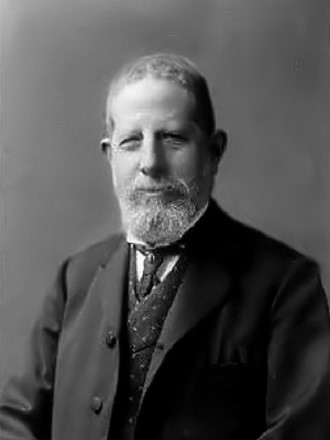
Enrico Castelnuovo.

Enrico Castelnuovo, född den 8 februari 1839 i Florens, död den 22 juni 1915, var en italiensk författare, far till matematikern Guido Castelnuovo.
Castelnuovo var större delen av sitt liv bosatt i Venedig som handelshögskollärare och redaktör för tidningen Stampa. Castelnuovo var produktiv som roman- och novellförfattare, bland romanerna kan nämnas Il professore Romualdo och Il fallo di una donna onesta. Några av hans noveller är översatta till svenska av A. Schulman i Från det unga Italien, 1883.